# Ceryx aethalodes
Ceryx aethalodes là một loài bướm đêm thuộc phân họ Arctiinae, họ Erebidae.